# Anticipating
"Anticipating" är den fjärde singeln i Frankrike från Britney Spears tredje studioalbum Britney, medan "I Love Rock 'N' Roll" släpptes som den fjärde europeiska singeln. I Brasilien släpptes "Anticipating" 2003 och var den femte singeln tagen från Britney. 
Låten är skriven och producerad av Brian Kierulf, Josh Schwartz och Britney Spears. Låten är med i en reklam för Toyota Vios.

## Listplaceringar
| Lista (2002)              | Position |
| ------------------------- | -------- |
| Brasilianska singellistan | 37       |
| Franska singellistan      | 38       |
| Taiwanesiska singellistan | 4        |

## Formationer och låtlista
| Fransk Promo 12" Vinyl - Side A: 1. "Anticipating" [Remix By Alan Braxe] — 4:07 - Side B: 1. "Anticipating" [Remix By Alan Braxe] — 1:27 - Side C: 1. "Anticipating" [Club Mix By Antoine Clamaran] — 6:25 2. "Anticipating" [Instru Mix By Antoine Clamaran] — 6:25 - Side D: 1. "Anticipating" [Sweet & Sour Mix By PK'Chu & RLS] — 5:58 2. "Anticipating" [Hard & Sexy Mix By PK'Chu & RLS] — 5:43 3. "Anticipating" [Hard & Sexy Dub Mix By PK'Chu & RLS] — 5:43 | U.S. promo 12" vinyl - Side A: 1. "Anticipating" [Alan Braxe Vinyl Mix] — 4:04 2. "Anticipating" [Alan Braxe Remix 1] — 1:27 3. "Anticipating" [Alan Braxe Remix 2] — 2:21 - Side B: 1. "Anticipating" [PK'Chu & RLS Sweet & Sour Mix] — 5:58 2. "Anticipating" [PK'Chu & RLS Hard & Sexy Mix] — 5:43 Fransk CD-Singel 1. "Anticipating" — 3:16 2. "I'm Not a Girl, Not Yet a Woman" [Metro Mix] — 5:25 3. "Overprotected" [The Darkchild Remix] — 3:18 |

## Remixar och officiella versioner
- Album Version — 3:16
- A Cappella — 3:13
- Instrumental — 3:16
- Alan Braxe Club Mix — 4:05
- Alan Braxe Remix #1 — 4:07
- Alan Braxe Remix #2 — 1:27
- Antonie Clamaran Club Mix — 6:25
- Antonie Clamaran Instrumental Mix — 6:25
- Pk'Chu & RLS Hard & Sexy Mix — 5:43
- Pk'Chu & RLS Hard & Sexy Dub — 5:43
- Pk'Chu & RLS Sweet & Sour Mix — 6:00